# Kurt Kotrschal

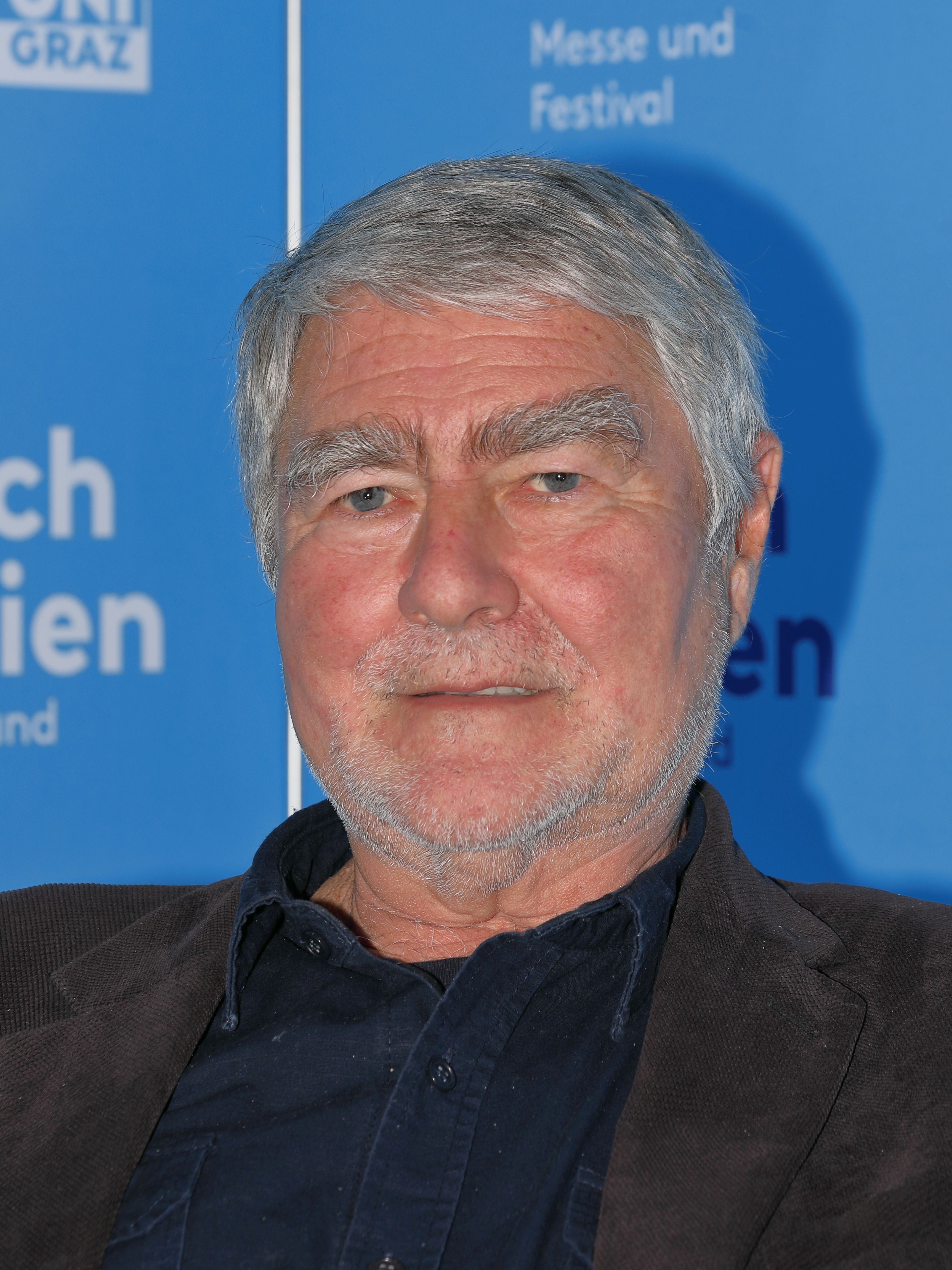
Kurt Kotrschal (2024)

Kurt Kotrschal (* 5. Mai 1953 in Linz) ist ein österreichischer Biologe, Verhaltensforscher und Autor. Er ist Professor im Ruhestand an der Universität Wien, ehemaliger langjähriger Leiter der Konrad Lorenz Forschungsstelle für Ethologie in Grünau im Almtal in Oberösterreich und Mitbegründer des Wolfforschungszentrums (Wolf Science Center).

## Leben
Kurt Kotrschal studierte Biologie in Salzburg, schloss sein Diplomstudium 1979 ab, wurde 1981 promoviert und 1987 habilitiert. Von 1981 bis 1989 war er Assistenzprofessor an der Universität Salzburg und 1989 bis 1990 im Rahmen eines Erwin-Schrödinger-Stipendiums Assistant Visiting Professor an der Universität Colorado, Denver (Vereinigte Staaten). Dort forschte er und verfasste wissenschaftliche Artikel über die Evolution der Fische und zur Funktion von Sinnes- und Nervensystemen.
Von 1990 bis 2018 hatte er eine Professur der Universität Wien Fakultät für Lebenswissenschaften, Department für Verhaltensbiologie inne und leitete zugleich die Konrad Lorenz Forschungsstelle für Ethologie in Grünau im Almtal.
Kotrschal ist verheiratet und hat zwei Kinder.

## Forschungen
In seiner Forschung befasste er sich mit hormonalen und kognitiven Gesichtspunkten sozialer Organisation sowie der Erforschung der Mensch-Tier-Beziehung, insbesondere der Beziehung zwischen Mensch und Hund. Von 1990 bis zur Pensionierung 2018 leitete Kotrschal als Nachfolger von Konrad Lorenz die Konrad Lorenz Forschungsstelle in Grünau im Almtal.
Kotrschal wurde besonders durch die Erforschung und Zuschreibung charakterlicher Eigenschaften von Tieren bekannt. Im Jahr 2008 hat Kotrschal das Wolf Science Center mitbegründet, das zuerst in Grünau im Almtal angesiedelt war und sich seit 2009 in Ernstbrunn befindet.
Kotrschal engagiert sich auch in der 2018 gegründeten Arbeitsgruppe Wildtiere des Forum Wissenschaft & Umwelt. Diese versorgt Medien und Politik mit gesichertem Wissen und Informationen über all jene Wildtiere, die in Österreich im Kreuzfeuer der öffentlichen Berichterstattung stehen, also in erster Linie Wolf, Fischotter, Bär, Luchs und Greifvögel. Als Sprecher dieser Arbeitsgruppe will Kotrschal die Diskussion „versachlichen“, weil irrationale Argumente in letzter Konsequenz zu illegalen Verfolgungen von streng geschützten Wildtieren geführt hätten.

## Mediale Präsenz und öffentliches Wirken
Kotrschal ist Präsident des Eurasier-Clubs Austria (ECA).
Außerdem ist Kotrschal als Experte für die SWR-2-Radiosendung 1000 Antworten tätig und war an der dreiteiligen Fernsehsendung Die Zukunft ist wild beteiligt. Kotrschal ist Autor eines regelmäßig alle 14 Tage erscheinenden Gastkommentars „Mit Federn, Haut und Haar“ in der österreichischen Tageszeitung Die Presse. Ferner ist er in den Fernsehsendungen Planet Wissen und Faszination Wissen als Experte aufgetreten.
Kotrschal machte sich besonders um die Erforschung der Beziehung zwischen Mensch und Hund sowie des Verhaltens des Wolfes verdient. Außerdem unternimmt er grundlegende Forschung zur Intelligenz von Vögeln.
Er wirkte mit am Leitfaden zum Einsatz von Hunden in der Schule, der 2012 vom österreichischen Bundesministerium für Unterricht, Kunst und Kultur und später vom Bundesministerium für Bildung und Frauen herausgegeben wurde. Dieser Leitfaden wurde auch in der Schweiz aufgegriffen.
Am 10. Jänner 2011 wurde Kotrschal vom „Klub der Bildungs- und Wissenschaftsjournalisten Österreichs“ zum Wissenschafter des Jahres 2010 ernannt. 2013 wurde sein Buch Wolf – Hund – Mensch als österreichisches Wissenschaftsbuch des Jahres ausgezeichnet. Sein „Forschungsteam Domestikation“ erhielt 2024 einen Wissenschaftspreis des Landes Niederösterreich.

## Schriften (Auswahl)
Kotrschal ist Autor von mehr als 60 wissenschaftlichen Publikationen aus dem Zeitraum 2001 bis 2011.
- Faktor Hund – Hund. Eine sozio-ökonomische Bestandsaufnahme der Hundehaltung in Österreich. Czernin Verlag, Wien 2004, ISBN 3-7076-0199-4.
- Im Egoismus vereint? Tiere und Menschentiere – das neue Weltbild der Verhaltensforschung. Piper, München 1995, ISBN 3-492-03738-0. Neuauflage. Filander-Verlag, Fürth 2001, ISBN 3-930831-44-9.
- Konzepte der Verhaltensforschung. Konrad Lorenz und die Folgen. Filander Verlag, Fürth 2001, ISBN 3-930831-33-3.
- Grundkurs Verhaltensbiologie. Verhaltensbiologische Übungen für Schule und Universität. Filander-Verlag, 2000, ISBN 3-930831-34-1.
- Wolf – Hund – Mensch. Die Geschichte einer Jahrtausende alten Beziehung. Brandstätter Verlag, 2012, ISBN 978-3-85033-675-8 (Wissenschaftsbuch des Jahres 2013 in der Kategorie Medizin/Biologie).
- Einfach beste Freunde – Warum Menschen und andere Tiere einander verstehen. Brandstätter Verlag, 2014, ISBN 978-3-85033-814-1.
- Mit Henri Julius, Andrea Beetz, Dennis C. Turner, Kerstin Uvnäs-Moberg: Bindung zu Tieren – Psychologische und neurobiologische Grundlagen tiergestützter Interventionen. Hogrefe Verlag, 2014, ISBN 978-3-8017-2494-8.
- Hund & Mensch – Das Geheimnis unserer Seelenverwandtschaft. Brandstätter Verlag, 2016, ISBN 978-3-7106-0054-8.
- Mensch – Woher wir kommen, wer wir sind, wohin wir gehen. Brandstätter Verlag, Wien 2019, ISBN 978-3-7106-0368-6.
- Der Wolf und wir, Brandstätter Verlag, Wien 2022, ISBN 978-3-7106-0597-0.
- Warum Hunde uns zu besseren Menschen machen, Brandstätter Verlag, Wien 2024, ISBN 978-3-7106-0823-0.

## Auszeichnungen
- 1985: Christian-Doppler-Preis[33][34]
- 2011: Österreichischer Wissenschafter des Jahres für das Jahr 2010[35]
- 2018: Goldenes Verdienstzeichen des Landes Oberösterreich[36]